# Gurgen Margarian
Gurgen Margarian (en arménien : Գուրգեն Մարգարյան), né le 26 septembre 1978 à Erevan et mort le 19 février 2004 à Budapest, est un militaire arménien. Alors en formation en Hongrie à l'OTAN, il est assassiné par le soldat azerbaïdjanais Ramil Safarov. Cet évènement a contribué à accentuer les tensions entre l'Arménie et l'Azerbaïdjan dues à la situation au Karabagh mais également avec la Hongrie en raison de l'extradition controversée de Ramil Safarov.
En septembre 2013, une statue est érigée à Erevan en sa mémoire,. Il est inhumé au cimetière militaire d'Erablur.

## Assassinat
Le 11 janvier 2004, Gurgen Margarian arrive à Budapest pour participer à un stage d'anglais de trois mois. Ce stage faisait partie du programme de partenariat pour la paix de l'OTAN. Le 19 février, le lieutenant Ramil Safarov l'assassine pendant son sommeil. Le meurtre a eu lieu à 5 heures du matin, alors que la victime était endormie. Balázs Kuti, colocataire hongrois de Margarian est réveillé et voit Safarov se tenant près du lit de Margarian avec une hache dans les mains.
L'autopsie a conclu que Safarov avait infligé seize coups au visage de Margarian, lui coupant presque la tête. Après avoir tué Margarian, Safarov voulait assassiner un autre soldat arménien (Makuchian) présent dans le bâtiment. Il trouve sa porte fermée à clé. Pendant ce temps, Kuti avait prévenu la police qui arrête rapidement Safarov. Pendant l'interrogatoire, il avoue avoir tué Margarian.

## Procès, verdict et extradition
Pendant le procès, les avocats de Safarov ont tenté de convaincre le juge qu'il souffrait de stress post-traumatique développé à la suite de la guerre du Haut-Karabagh alors même qu'il se trouvait probablement à Bakou et en Turquie entre 1992 à 1996. Un examen de santé mentale effectué par un médecin azerbaïdjanais a conclu qu'il n'était pas « entièrement sain d'esprit ». Selon Safarov, Margaryan aurait insulté le drapeau azerbaïdjanais devant les autres participants du séminaire de l'OTAN. Mais aucun témoin n'a jamais été appelé par la défense pendant le procès pour corroborer ces allégations au tribunal.
Le 16 avril 2006, le tribunal a condamné Safarov à la réclusion à perpétuité sans possibilité d'appel avant 2036. Le juge, Andras Vaskuti, a cité la nature préméditée et la brutalité du crime et le fait que Safarov n'a montré aucun remords pour ses actes. Le 22 février 2007, un tribunal hongrois a confirmé la décision à la suite d'un appel interjeté par l'avocat de Safarov.
Fin août 2012 les autorités hongroises acceptent d'extrader Safarov vers l'Azerbaïdjan pour y purger le reste de sa peine. Bien que le gouvernement hongrois ait déclaré avoir reçu l'assurance du gouvernement azerbaïdjanais que la peine serait exécutée, le président Ilham Aliyev a ordonné sa grâce dès son arrivée à Bakou. Il est alors promu au grade de major.

## Réactions à l'extradition
Le ministère des Affaires étrangères arménien a exprimé son indignation et condamné avec véhémence l'extradition. Le 13 août 2012, le président arménien Serge Sarkissian annonce la suspension des relations diplomatiques avec la Hongrie.